# بلانش من أرتوا
بلانش من أرتوا (بالفرنسية: Blanche d’Artois) (1248-2 مايو 1302) كانت الملكة القرينة على نابارة. بعد وفاة زوجها انريكي الأول من نابارة، كانت وصية على العرش منذ 1274 وحتى 1284 نيابة عن ابنتها خوانا الأولى.